# Ивановка (Софиевский сельский совет)
Ивановка (укр. Іванівка) — село, Софиевский сельский совет, Криворожский район, Днепропетровская область, Украина.
Код КОАТУУ — 1221880503. Население по переписи 2001 года составляло 84 человека.

## Географическое положение
Село Ивановка находится в 1,5 км от левого берега реки Боковенька, на расстоянии в 0,5 км от села Червоное (Долинский район). По селу протекает пересыхающий ручей с запрудой.